# Деви Шетти
Деви Прасад Шетти (род. 8 мая 1953) — индийский кардиохирург и предприниматель. Он является председателем и основателем Narayana Health, сети из 21 медицинского центра в Индии. Он провёл более 15 000 операций на сердце. В 2004 году он получил Падма Шри, четвёртую по величине гражданскую награду, а в 2012 году — Падма Бхушан, третью по величине гражданскую награду от правительства Индии, за свой вклад в доступное здравоохранение.

## Биография
Шетти родился в деревне округа Дакшина Каннада, штат Карнатака. Восьмой из девяти детей, он решил стать кардиохирургом в старшей школе после того, как услышал от Кристиана Барнарда, южноафриканского хирурга, который в то время провёл первую в мире трансплантацию сердца.
Он получил образование в школе Святого Алоизия и колледже Святого Алоизия в Мангалуре. 1979 году он получил степень бакалавра медицины, бакалавра хирургии и аспирантуру по общей хирургии в Медицинском колледже Кастурба в Мангалуру. Позже он получил стипендию Королевского колледжа хирургов при Королевском колледже хирургов Англии.
В 1989 году он вернулся в Индию и сначала работал в больнице BM Birla в Калькутте. В 1992 году он успешно провёл первую в стране неонатальную операцию на сердце 9-дневному ребёнку. В Калькутте он прооперировал мать Терезу после сердечного приступа, а затем стал её личным врачом. Через некоторое время он переехал в Бангалор и основал Фонд «Сердце Манипала» в больницах Манипала в Бангалоре. Свекор Шетти финансово участвовал в строительстве больницы.
В 2001 году Шетти основал Нараяна Хрудаялая (Нью-Хэмпшир), многопрофильную больницу в Боммасандре на окраине Бангалора. Он считает, что расходы на здравоохранение можно сократить на 50 процентов в следующие 5-10 лет, если больницы будут использовать эффект масштаба. Помимо кардиохирургии, NH предлагает кардиологию, нейрохирургию, детскую хирургию, гематологию и трансплантологию, а также нефрологию. Кардиологический госпиталь является крупнейшим в мире с 1000 коек и ежедневно выполняет более 30 крупных операций на сердце. Земля, на которой был построен курортный город, раньше была заболоченной территорией, созданной для этой цели. Город здоровья стремится обслуживать около 15 000 амбулаторных пациентов каждый день. В августе 2012 года Шетти объявил о соглашении с TriMedx, дочерней компанией Ascension Health, о создании совместного предприятия для сети больниц в Индии. В прошлом Нараяна Хрудаялая работал с Ascension Health, чтобы построить на Каймановых островах город здоровья, в котором в конечном итоге будет 2000 коек.
Шетти также основал Международный институт кардиологических наук имени Рабиндраната Тагора (RTIICS) в Калькутте и подписал письмо о намерениях с правительством штата Карнатака построить специализированную больницу на 5000 коек недалеко от международного аэропорта Бангалора. Его компания подписала письмо о намерениях с правительством Гуджарата на строительство больницы на 5000 коек в Ахмадабаде.
Шетти сиграл главную роль в четвёртом (и последнем) эпизоде документального сериала Netflix The Surgeon’s Cut, который вышел в эфир в сентябре 2020. В декабре 2020 года сериал был выпущен во всем мире. В сериале его команда выполняет более тридцати операций в день.